# Sordaria goundaensis
Sordaria goundaensis är en svampart som beskrevs av Cailleux 1972. Sordaria goundaensis ingår i släktet Sordaria och familjen Sordariaceae.   Inga underarter finns listade i Catalogue of Life.